# Argentina, 1985
Argentina, 1985 és una pel·lícula argentina de 2022 dirigida i coescrita per Santiago Mitre, basada en fets reals, i protagonitzada per Ricardo Darín i Peter Lanzani. La pel·lícula es va estrenar el setembre de 2022 a la 79a edició del Festival Internacional de Cinema de Venècia. Dies després va guanyar el «Premi del Públic» a la 70a edició del Festival Internacional de Cinema de Sant Sebastià.

## Context històric
El Judici a les Juntes Militars, o Judici a les Juntes com se'l coneix històricament, va ser el primer cas d'un tribunal civil contra comandaments militars que havien ocupat el poder. El 13 de desembre de 1983, després d'assumir la presidència argentina, Raúl Alfonsín va signar el decret 158 que donava peu al començament del procés judicial. Dos dies després s'instituïa la Comissió Nacional sobre la Desaparició de Persones (CONADEP).
Un altre fet sense precedents en el món, és que els Forces Armades Argentines van començar i van perdre la Guerra de les Malvines de 1982 contra el Regne Unit.
El judici es va iniciar el 22 d'abril del 1985 i les audiències es van prolongar fins a l'agost d'aquell any. En unes 530 hores d'audiència van declarar 839 testimonis a la denominada «causa 13». El tribunal va estar integrat pels jutges León Arslanian, Ricardo Gil Lavedra, Jorge Torlasco, Andrés D'Alessio, Guillermo Ledesma i Jorge Valerga Aráoz. El fiscal va ser Julio César Strassera, i el seu adjunt Luis Gabriel Moreno Ocampo. Els lletrats van usar com a base probatòria l'informe Nunca más, realitzat per la CONADEP. Finalment, la Cambra Federal va dictar sentència per 709 casos on van ser condemnats Jorge Rafael Videla i Emilio Massera a reclusió perpètua; Orlando Ramón Agosti a quatre anys i sis mesos de presó; Roberto Eduardo Viola a 17 anys de presó; i Armando Lambruschini a una pena de vuit anys de presó.

## Sinopsi
La pel·lícula està inspirada en la història real de Julio Strassera i Luis Moreno Ocampo. Al film es retrocedeix fins a l'any 1985, quan aquests dos fiscals comencen a investigar i jutjar els caps de la dictadura militar argentina. A la pel·lícula, Strassera i Ocampo s'enfronten a la influència de les pressions polítiques i militars i reuneixen un equip legal d'advocats per dur a terme el judici a les juntes.

## Repartiment
- Ricardo Darín com a Julio Strassera
- Peter Lanzani com a Luis Moreno Ocampo
- Claudio Da Passano com a Carlos Somigliana
- Brian Sichel com a Federico Corrales
- Norman Briski com a Ruso
- Sergio Sanchez com a Jorge Isaac Anaya

## Estrena
La pel·lícula es va estrenar mundialment el 3 de setembre de 2022 al 79è Festival Internacional de Cinema de Venècia, on va ser seleccionada com una de les vint-i-tres pel·lícules per competir pel premi Lleó d'Or. Durant aquest mateix mes, la pel·lícula també es va projectar al Festival Internacional de Sant Sebastià.

## Recepció
Segons el lloc web d'agregat de ressenyes Rotten Tomatoes, la pel·lícula té un índex d'aprovació del 92% basat en 12 ressenyes de crítics, amb una qualificació mitjana de 7,2/10. A Metacritic, que utilitza una mitjana ponderada, la pel·lícula té una puntuació de 80 sobre 100 segons 5 ressenyes que indiquen «crítiques generalment favorables». Mentre que al lloc web de ressenyes argentí TodasLasCríticas.com, té una qualificació de 83 sobre 100 basat en quatre ressenyes.

## Premis i nominacions
| Any  | Festival                  | Categoria                                               | Premi     | Ref.   |
| ---- | ------------------------- | ------------------------------------------------------- | --------- | ------ |
| 2022 | Festival de Venècia       | Secció oficial                                          | Nominat   | [ 8 ]  |
| 2022 | Festival de Venècia       | Federació Internacional de Crítics de Cine (FIPRESCI)   | Guanyador | [ 12 ] |
| 2022 | Festival de Venècia       | Premi SIGNIS Menció especial                            | Guanyador | [ 13 ] |
| 2022 | Festival de Sant Sebastià | Secció Perlak - Premi del públic a la Millor Pel·lícula | Guanyador | [ 14 ] |
| 2022 | Festival de Zuric         | Gala Premiere                                           | Pendent   | [ 15 ] |
| 2022 | Festival de Londres       | Secció oficial                                          | Pendent   | [ 16 ] |